# 歐洲投資基金
歐洲投資基金（European Investment Fund）成立於1994年，是歐盟所屬機構之一，總部設於盧森堡。其任務是向中小型企業提供資金協助。。
歐洲投資基金是透過民營銀行提供融資給中小企業。其主要業務為創業投資和擔保貸款。股東為歐洲投資銀行（59.15%）；歐洲各大共同體，由歐盟執委會代表（30.00%）；和34家歐盟民間金融機構（10.85%）。

## 資料來源
- https://web.archive.org/web/20070710004844/http://www.fei.eu.int/Attachments/pub_corporate/eif_ar2004_en.pdf (1.3Mb)

## 外部連結
- 歐洲投資基金 （页面存档备份，存于）
- 歐洲投資銀行 （页面存档备份，存于）